# Димитрий (Кандзавелос)
Епи́скоп Дими́трий (англ. Bishop Demetrios, греч. Επίσκοπος Δημήτριος, в миру Димитриос Кандзавелос, англ. Demetri C. Kantzavelos, греч. Δημήτριος Καντζαβέλος; апрель 1962, Чикаго, Иллинойс) — епископ Константинопольской православной церкви на покое, епископ Мокисский. В 2006—2023 годы — викарий Чикагской митрополии Американской архиепископии. Общественный деятель.
Тезоименитство — 26 октября (великомученика Димитрия Солунского).

## Биография
Родился в апреле 1962 года в Чикаго, США в семье греков-эмигрантов первого поколения, Хри́стоса Кандзавелоса и Миропии (урождённой Коссивас). С детства был прихожанином Успенского прихода в Чикаго, где прислуживал в качестве алтарника.
Обучаясь лютеранско-миссурийской синодальной школе, Димитрий, рано понял, что христиане отнюдь не единообразны: ему приходилось спорить с одноклассниками почему он празднует Пасху в другой день или почему православные почитают иконы. Во время обучения средней школе, где он проявлял интерес к театру, он становится старшим алтарником.
Учился в Греческом колледже и Богословской школе Святого Креста в Бруклайне, штат Массачусетс, которую окончил в 1987 году с учёной степенью по пастырству (Divinity) с высшим отличием. После этого продолжил обучение по программе докторантуры в области философии в иезуитском Чикагском университете Лойолы, концентрируясь на исследовании по метафизике.
В октябре 1989 года епископом Чикагским Иаковом (Гарматисом) был рукоположён во иеродиакона и служил при епископе Чикагском Иакове.
В 1992 году епископом Иаковом был рукоположен в сан иеромонаха и назначен вторым священником Благовещенского собора в Чикаго.
В 1992 году учредил Епископскую рабочую группу по СПИДу — первую особую организацию православных христиан на эту пандемию в Западном полушарии
В 1995 году там же митрополитом возведён в сан архимандрита. Затем назначен протосингелом Чикагской митрополии.
С 2001 по 2004 год он был членом совета директоров Чикагского дома Бонавентуры братьев Алексиан, ведущего учреждения интернатного типа для людей, живущих с ВИЧ / СПИД.
Развил широкую деятельность по налаживанию добрососедских отношений между греческой православной общиной Чикаго и другими местными православными организациями, а также другими христианскими и нехристианскими группами. Так, в феврале 2003 года он выступил соучредителем местной инициативы по улучшению отношений между турецкой и греческой общинами в Чикаго. В 2008—2009 году — председатель Совета религиозных лидеров Большого Чикаго. В течение восьми лет представлял греческую Американскую архиепископию в Национальном совете церквей Христа в США, в котором в разное время состоял председателем различных комитетов. Выступал на многочисленных этнокультурых собраниях, а также делал публикации в прессе по этому вопросу, продвигая ценности Православия и «вселенского эллинизма».
Выступал в качестве активиста за упразднение смертной казни в своём штате. В 2003—2005 годы был председателем Иллинойсской коалиции по упразднению смертной казни; много писал и выступал по этой теме; не раз встречался с губернатором штата и наконец был приглашён в качестве гостя на церемонию подписания запрета на смертную казнь в штате Иллинойс в 2011 году.
Развивал диалог с местной римско-католической общиной. Ища точки соприкосновения, местные церкви не сосредоточивались на догматических различиях, а объединились вокруг ценностей, которые они разделяют, например, оппозиция смертной казни и почтение к духовным центрая их веры.
30 октября 2006 года решением Священного Синода Константинопольского Патриархата был единогласно избран титулярным епископом Мокисским, викария Чикагской митрополии.
9 декабря того же года в Успенском соборе в Чикаго состоялась его епископская хиротония, которую совершили: архиепископ Американский Димитрий (Тракателлис), митрополит Чикагский Иаков (Гарматис), митрополит Питтсбургский Максим (Айоргусис), митрополит Денверский Исаия (Хронопулос), митрополит Тианский Паисий (Лулургас), архиепископ Яффский Дамаскин (Гаганьярас) (Иерусалимская православная церковь), архиепископ Американский Николай (Кондря) (Румынская православная церковь), епископ Мелойский Филофей (Карамицос), епископ Тройский Савва (Зембиллас), епископ Фасианский Антоний (Паропулос) и епископ Филомилийский Илия (Катре). По поставлении в епископы остался в должности протосинкелла Чикагской митрополии.
В 2008 году назначен членом консультативного комитета штат Иллинойс при Комиссии США по гражданским правам. В 2011 году переизбран на второй срок.
14 марта 2023 года решением Областного синода Американской архиепископии уволен на покой. Причина увольнения при этом не называлась.

## Публикации
- Echoes From Calvary: Meditations on Franz Joseph Haydn’s Seven Last Words of The Christ. (Rowman & Littlefield Publishers, Inc, 2005) edited by Richard Young
- The Revolution: A Field Manual for Changing Your World (Relevant Books, 2006) edited by Heather Zydek.